# Hapalops

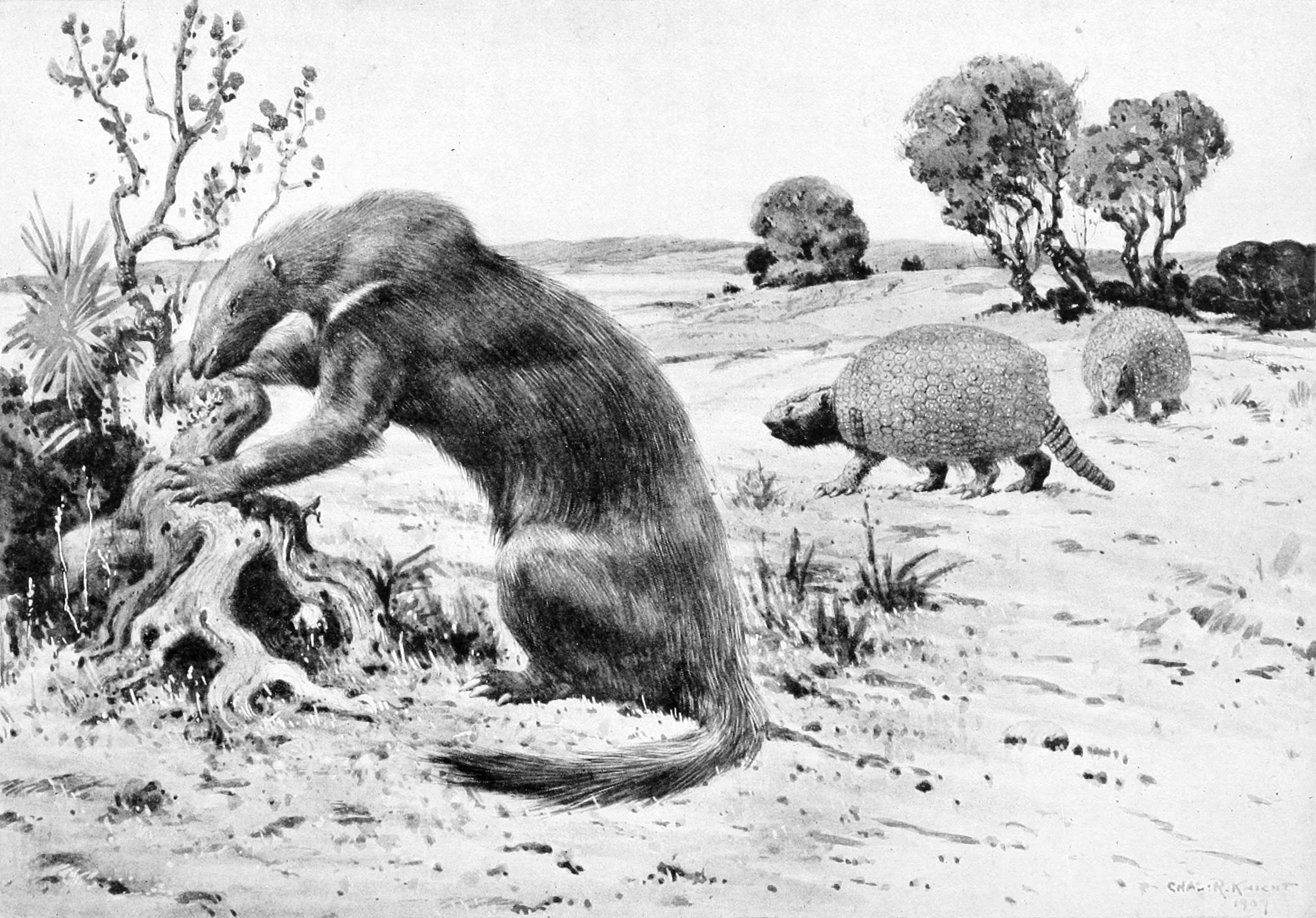
Ricostruzione di Hapalops longiceps e del gliptodonte primitivo Propalaeohoplophorus australis

L'apalope (gen. Hapalops) è un mammifero estinto vissuto nel Miocene inferiore (circa 20 milioni di anni fa) in Sudamerica, imparentato alla lontana con gli odierni bradipi.

## Tra il terreno e gli alberi
Le dimensioni di questo animale erano più grosse di quelle dei loro attuali “cugini”, dal momento che il corpo, abbastanza massiccio, poteva raggiungere una lunghezza di un metro e venti. L'apalope è uno dei più antichi bradipi terricoli; questi animali successivamente, nel Pliocene e soprattutto nel Pleistocene, raggiunsero dimensioni davvero gigantesche con generi come Megatherium e Mylodon. Hapalops, dal canto suo, doveva essere un animale fondamentalmente terrestre, ma in grado comunque di muoversi anche attraverso gli alberi. Le caratteristiche delle zampe già rispecchiano quelle delle forme successive: i forti unghioni ricurvi degli arti anteriori servivano con ogni probabilità ad avvicinare il cibo alla bocca, oltre a permettere una locomozione quadrupede efficiente camminando sulle nocche.